# Daudi Okelo
David ou Daudi Okelo, né vers 1901 dans l'actuel district de Kitgum en Ouganda, tué à Paimol vers le 19 octobre 1918, est un jeune Ougandais converti au christianisme. Volontaire pour aller enseigner le catéchisme à Paimol, il y est tué à dix-sept ans pour sa foi et son action de catéchiste. Reconnu martyr, il est proclamé bienheureux par Jean-Paul II le 20 octobre 2002. Il est fêté le 18 septembre.

## Biographie
Okelo (ou Okello) est né vers 1900 ou vers 1902, dans le village de Ogom-Payira, dans l'actuel district de Kitgum, sur la route de Gulu à Kitgum, dans le nord de l'Ouganda,. Il est le fils de Lodi et d'Amona, du clan des Ongon Payira, un des principaux clans de la tribu des Acholis.

### Conversion au christianisme
Une mission catholique des Pères Comboniens s'installe en 1915 à Kitgum,. Okelo reçoit vers 14-16 ans l'enseignement préalable au baptême, puis est baptisé par un des prêtres comboniens, le P. Cesare Gambaretto, le 1er juin, ou le 6 juin 1916. Il prend le prénom de « Daudi », en français « David ». Son parrain de baptême est Firmino Mugenyi, de Masindi. Daudi effectue sa première communion le même jour, puis est confirmé le 15 octobre suivant,.

### Catéchiste
Daudi Okelo complète sa formation chrétienne, puis accepte de devenir catéchiste,. Antonio, le catéchiste de Paimol, meurt à cause de la famine ; Daudi propose d'aller le remplacer, et Jildo Irwa, de deux ans plus jeune que lui, propose d'être son assistant. Le P. Cesare les avertit de la longueur du trajet pour aller à Paimol (80 km) et les met en garde sur les risques encourrus par les troubles fréquents dans la région à cause des pillards, des chasseurs d'esclaves et des trafiquants d'or, mais Daudi et Jildo persistent dans leur intention,, et Daudi déclare : « Je n’ai pas peur de mourir. Jésus aussi est mort pour nous ! ». Ils terminent en octobre leur année de probation chrétienne et se sentent alors prêts à partir évangéliser.
Daudi part donc en novembre-décembre 1917 pour Paimol, accompagné de son assistant Jildo. Sur place, Daudi anime les séances de catéchisme, enseigne les prières et les ensembles de questions et réponses en utilisant les répétitions et les chants pour faciliter la mémorisation, selon la coutume locale.
Il commence la journée en frappant du tambour pour inviter à la prière du matin, suivie de la récitation du rosaire. Le catéchisme est récité et chanté en insistant sur les éléments essentiels de la foi chrétienne selon la méthode du « Lok-odiku » (« prière du matin »),. Dans la journée, Daudi parcourt la région pour visiter les catéchumènes, souvent retenus dans leur village pour aider leur famille avec les travaux des champs et le soin du bétail,. Le soir, il donne au coucher du soleil le signal de la prière commune et du rosaire, terminant ensuite la journée par un chant à Notre-Dame. Le dimanche, il anime une longue prière dominicale renforcée par la présence des catéchumènes et catéchistes de la région.
Daudi est décrit comme pacifique et timide, dévoué à sa tâche et aimé de tous. Il ne prend jamais partie dans les conflits locaux, souvent occasionnés par les nombreux pillards et trafiquants qui fréquentent la région, et par la domination gouvernamentale britannique difficilement acceptée,.

### Martyr
En octobre 1918, cette instabilité est accrue par une décision malencontreuse du commissaire de district. Les éléments hostiles à la nouvelle religion prêchée par Daudi et Jildo veulent profiter de l'aggravation des troubles pour déraciner le christianisme de la région,. Lucide, Daudi se rend compte de la possibilité d'une mort cruelle et en avertit son assistant, qui lui répond qu'il n'a pas peur,.
Un matin du week-end des 18-20 octobre, nettement avant l'aube, cinq hommes se dirigent vers la hutte de Daudi et Jildo, dans l'intention manifeste de les tuer,. Un ancien du village s'interpose, et indique qu'il n'est pas permis de les tuer puisqu'ils sont invités,. Daudi paraît et supplie l'ancien de s'écarter pour ne pas s'attirer des ennuis,. Les agresseurs investissent alors la hutte de Daudi et lui ordonnent d'arrêter le catéchisme,. Voyant qu'il ne cède pas à leurs menaces, ils le tirent dehors, le jettent à terre et le transpercent de leurs lances,. Il avait entre quatorze et seize ans. Jildo est tué ensuite,.
Le corps de Daudi est laissé exposé sans sépulture pendant plusieurs jours, puis traîné sur un tertre proche. Ses restes sont recueillis en 1926 et placés dans l'église de la mission de Kitgum, au pied de l'autel du Sacré-Cœur.

## Béatification, célébrations, pèlerinages
Après le décret reconnaissant son martyre, David Okelo est proclamé bienheureux par le pape Jean-Paul II à Rome le 20 octobre 2002, le même jour que son assistant Jildo Irwa. Sa fête est fixée au 18 septembre.
David Okelo et Jildo Irwa sont également associés à la fête du 3 juin célébrant les martyrs de l'Ouganda, et particulièrement en 2018, année du centenaire de leur martyre, en présence de trente évêques et 200 prêtres.
Leur lieu de décès, Paimol, est maintenant appelé « Wi-Polo » ce qui signifie « au Paradis ».
Des célébrations et pèlerinages annuels ont lieu chaque année le 20 octobre à Wi-Polo Paimol, dans l'archidiocèse de Gulu. Plusieurs milliers de pèlerins ont afflué pour le 20 octobre 2016. Plusieurs milliers de pèlerins ont afflué pour le 20 octobre 2016. Plus de dix mille personnes participent aux fêtes du centenaire à Paimol, du 18 au 20 octobre 2018.